# (500155) 2012 DF81
(500155) 2012 DF81 es un asteroide perteneciente al cinturón de asteroides, descubierto el 26 de febrero de 2012 por el equipo del Pan-STARRS desde el Observatorio de Haleakala, Hawái, Estados Unidos.

## Designación y nombre
Designado provisionalmente como 2012 DF81.

## Características orbitales
2012 DF81 está situado a una distancia media del Sol de 2,433 ua, pudiendo alejarse hasta 2,817 ua y acercarse hasta 2,050 ua. Su excentricidad es 0,157 y la inclinación orbital 3,644 grados. Emplea 1386,77 días en completar una órbita alrededor del Sol.

## Características físicas
La magnitud absoluta de 2012 DF81 es 17,8.